# 勒诺瓦
勒诺瓦（法語：Renauvoid，法語發音：[ʁənovwa] ⓘ）是法国大东部大区孚日省的一个市镇，位于该省中部，省会埃皮纳勒市区西南，属于埃皮纳勒区和埃皮纳勒城市圈公共社区。

## 地理
勒诺瓦（48°8'37"N, 6°23'0"E）面积9.36 平方千米，位于法国大東部大區孚日省，该省份为法国东北部内陆省份，北起默兹省和默尔特-摩泽尔省，西接上马恩省，南至上索恩省和贝尔福地区省，东临上莱茵省和下莱茵省。
与勒诺瓦接壤的市镇（或旧市镇、城区）包括：尚特赖讷、绍穆塞、埃皮纳勒、莱福日、日朗库尔、桑谢、于里梅尼勒、于兹曼。

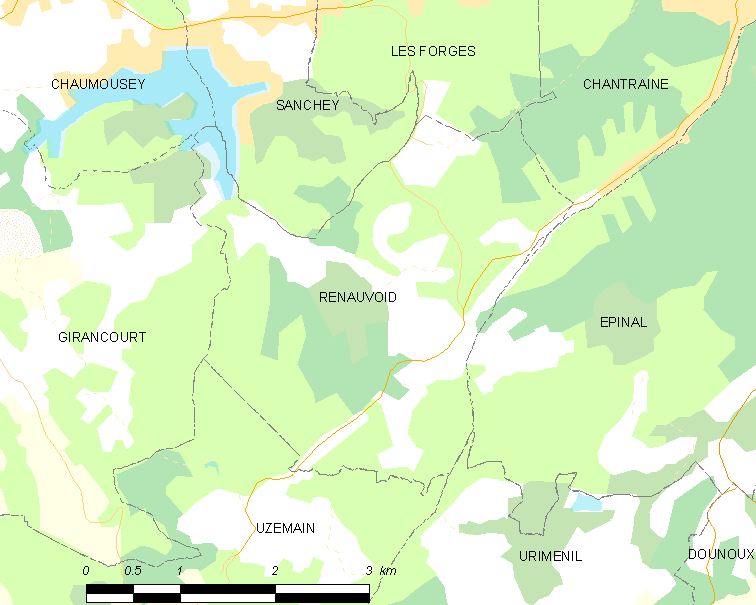
勒诺瓦的OSM定位图

勒诺瓦的时区为UTC+01:00、UTC+02:00（夏令时）。

## 行政
勒诺瓦的邮政编码为88390，INSEE市镇编码为88388。

## 政治
勒诺瓦所属的省级选区为埃皮纳勒第一县。

## 人口

1962-2008年间勒诺瓦人口变化图示

勒诺瓦于2022年1月1日时的人口数量为120人。